# Oxydia
Oxydia is een geslacht van vlinders van de familie spanners (Geometridae), uit de onderfamilie Ennominae.

## Soorten
- O. affinis Warren, 1897
- O. agliata Guenée, 1858
- O. albicomma Warren, 1906
- O. apidania Cramer, 1779
- O. ardesia Herbulot, 1983
- O. armiaria Schaus
- O. asinella Dognin, 1913
- O. augusta Druce, 1892
- O. bertha Schaus, 1901
- O. bilinea Schaus, 1911
- O. bogotaria Walker, 1867
- O. brevipecten Herbulot, 1985
- O. clavata Felder, 1873
- O. coarctata Warren, 1905
- O. crepusculata Warren, 1905
- O. cubana Warren, 1906
- O. chalybeata Warren, 1897
- O. distichata Guenée, 1858
- O. dognini Giacomelli, 1915
- O. extranea Schaus, 1911
- O. falcaturata Oberthür, 1911
- O. foedaria Warren, 1906
- O. fulcata Schaus, 1898
- O. fulvicolor Dognin, 1911
- O. geminata Maassen, 1890
- O. gilva Schaus, 1898
- O. gueneei Warren, 1904
- O. herbertina Dognin, 1891
- O. hispata Guenée, 1858
- O. hoguei Brown, Donahue & Miller, 1991
- O. inopia Dognin, 1901
- O. insolita Warren, 1900
- O. lalanneorum Herbulot, 1985
- O. masthala Druce, 1892
- O. mexicata Guenée, 1858
- O. mundata Guenée, 1858

- O. nimbata Guenée, 1858
- O. obtusaria Schaus, 1912
- O. olivacea Warren, 1895
- O. olivata Dognin, 1900
- O. palynata Guenée, 1858
- O. peosinata Guenée, 1858
- O. pinctilinea Dognin, 1911
- O. platypterata Guenée, 1858
- O. punctilinea Warren, 1906
- O. recurvaria Herrich-Schäffer, 1856
- O. rotara Schaus, 1901
- O. sociata Warren, 1895
- O. subcana Warren, 1905
- O. subdecorata Warren, 1904
- O. subdensata Dognin, 1911
- O. subdentilinea Warren, 1904
- O. subductaria Warren, 1904
- O. subfalcata Dognin, 1910
- O. transfindens Walker, 1860
- O. translinquens Walker, 1860
- O. trychiata Guenée, 1858
- O. uniformis Warren, 1906
- O. vespertilio Warren, 1906
- O. vesulia Cramer, 1779
- O. xanthopepla Warren, 1906